# Grimm (serie televisiva)
Grimm è una serie televisiva statunitense ideata da Stephen Carpenter, Jim Kouf e David Greenwalt e trasmessa dal 28 ottobre 2011 al 31 marzo 2017 sul canale NBC.
Il racconto della serie segue il detective della omicidi Nick Burckhardt (David Giuntoli), che scopre di essere un Grimm, l'ultimo di una famiglia di criminologi che hanno giurato di mantenere l'equilibrio tra l'umanità e le creature mitologiche, note come Wesen. La serie comprende un cast di supporto composto da Russell Hornsby, Bitsie Tulloch, Silas Weir Mitchell, Sasha Roiz, Reggie Lee, Bree Turner e Claire Coffee.
La serie fu originariamente sviluppata per la CBS nel 2008, ma i piani furono cancellati a causa dello sciopero degli sceneggiatori. Nel gennaio 2011, la NBC ha opzionato la serie. Venne descritta come «un dramma poliziesco-con una svolta (…) un progetto oscuro e fantastico su un mondo in cui i personaggi ispirati alle fiabe dei fratelli Grimm esistono», anche se le storie e i personaggi che ispirano lo spettacolo sono disegnati da altre fonti. La serie, inizialmente, ha ricevuto recensioni contrastanti da parte della critica, anche se l'accoglienza è diventata più favorevole per tutta la durata della serie.
In Italia, invece è stata trasmessa in prima visione a partire dal 2 luglio 2012 sul canale pay Steel e su Premium Action a partire dalla seconda stagione fino all'ultimo episodio della serie trasmesso il 1º luglio 2017. È anche andata in onda in chiaro su Italia 2 a partire dal 10 aprile 2013 al 17 febbraio 2018.

## Trama
Nick Burkhardt è un detective della omicidi di Portland con una particolare abilità: vedere il lato oscuro, le "bestie selvagge", che si nascondono in alcune persone (i Wesen). La sua vita cambia improvvisamente dopo l'incontro con sua zia Marie, che gli rivela di essere discendente di una famiglia di cacciatori chiamati col nome "Grimm", che combattono una specie di creature soprannaturali noti come Wesen, per difendere il genere umano. Dopo aver indagato sul suo passato, Nick si rende conto di dover seguire il proprio destino. I Wesen sono esseri umani il cui lato oscuro assume fattezze animali, di elementi naturali o di mostri e non tutti sono aggressivi.

## Personaggi e interpreti

### Personaggi principali
- Nick Burkhardt (stagioni 1-6), interpretato da David Giuntoli, doppiato da Francesco Venditti.
È un detective della sezione Omicidi della Stazione Sud della polizia di Portland e fa parte di una lunga dinastia di cacciatori (i Grimm) di creature malvagie (i Wesen). Crede che i suoi genitori siano morti quando aveva 12 anni per questo viene cresciuto da una zia, tuttavia in seguito scoprirà che sua madre è sopravvissuta. In quanto Grimm ha la capacità di vedere i Wesen nella loro reale natura mentre alle altre persone appaiono come normali esseri umani.
- Hank Griffin (stagioni 1-6), interpretato da Russell Hornsby, doppiato da Massimo Bitossi.
È il detective partner di Nick. Nel corso della prima stagione è completamente all'oscuro dei poteri del collega, ma nei primi episodi della 2ª stagione apprende quali siano le capacità di Nick, cominciando ad entrare nel suo mondo. Hank appoggerà il suo partner in tutti i casi in cui sono coinvolti dei Wesen, aiutandolo e supportandolo, pur non potendo vedere anche lui ciò che vede Nick. Pur non essendo un Grimm, Hank resta spesso un contributo essenziale alla lotta contro i Wesen, restando un investigatore dall'ottimo intuito e straordinariamente abile nel combattimento.
- Juliette Silverton (stagioni 1-4) alias Eva (5-6 stagione), interpretata da Bitsie Tulloch, doppiata da Francesca Manicone.
È la fidanzata di Nick. Anch'ella inizialmente ignara del mondo sovrannaturale, viene coinvolta nelle sue vicissitudini, prima come vittima di un maleficio, poi complice consapevole, poi antagonista dello stesso Nick e, infine, tornando alleata. Dopo essere stata presa di mira da Adalind, come rappresaglia contro Nick, finisce in uno stato comatoso in seguito al quale, una volta svegliatasi, sviluppa amnesia; dopo aver recuperato la memoria, inizialmente accetta la cosa e aiuta Nick a gestire alcuni casi, per poi aiutarlo a riacquisire i poteri temporaneamente persi, ma il processo alchemico con cui aiuta il compagno ha come inaspettato effetto collaterale il trasformarla in una Hexenbiest. Ciò provoca un profondo cambiamento anche nella natura intima della donna che, diventata fredda, rancorosa e vendicativa, si allontana da lui e poi, quando scopre che Adalind sta aspettando un figlio proprio da Nick, arriva a tradirlo. Purtroppo, questo porta alla morte di Kelly Burkhardt, quindi il suo rapporto con Nick si spezza definitivamente e lei viene apparentemente uccisa. Qualche mese dopo si scopre essere sopravvissuta e sottoposta, dal Vallo di Adriano, ad un processo sconosciuto che l'ha trasformata in Eva, un'arma vivente al loro servizio. Eva mantiene i ricordi delle sue azioni passate, ma caratterialmente è molto diversa da Juliette, tanto da riferirsi a quest'ultima come ad un'altra persona. Dopo successive vicissitudini, Eva ricomincia a provare alcune vecchie emozioni e si riavvicina a Nick, con cui riesce a chiarirsi: spiega di non considerarlo colpevole delle disgrazie accadute a Juliette, e di provare profondo disgusto per quello che Juliette ha fatto poco dopo essere diventata una Hexenbiest, ma comunque, anche se potesse, non tornerebbe indietro, perché quella vecchia vita, in cui Juliette e Nick erano una coppia felice, esisteva perché entrambi erano ignari della vera natura sia rispettiva che reciproca; i Nick Burkhardt e Juliette Silverton di un tempo non esistono più, quindi anche quello che c'era tra di loro è, ormai, nulla più di un ricordo.
- Monroe (stagioni 1-6), interpretato da Silas Weir Mitchell, doppiato da Fabrizio Vidale .
È un orologiaio, un Blutbad ed è quello che introduce Nick nel mondo Wesen e lo aiuta a risolvere i casi. La prima volta che si incontrano i due, per poco, non si uccidono a vicenda, ma in poco tempo diventano grandissimi amici. Nel corso della prima stagione conosce Rosalee che frequenta ed in seguito sposerà. In quanto Blutbad, la sua natura dovrebbe essere violenta e feroce, ma Monroe, dopo aver vissuto per anni così, da prima della serie ha adottato uno stile di vita pacifico attraverso la riduzione al minimo dei contatti con altri Blutbaden, una dieta vegana e particolari esercizi che ne sopiscono gli istinti aggressivi. I suoi genitori inizialmente non approvano il suo matrimonio con una Fuchsbau e, ancora di più, la sua amicizia con un Grimm, ma in seguito riescono ad accettare entrambi. A volte comicamente pignolo e un po' prolisso, lui e Nick passano dall'essere ufficialmente nemici, dato che più di un parente di Monroe è stato ucciso dai Grimm, all'essere migliori amici, tanto che nella terza stagione Nick fa da testimone per il matrimonio tra Monroe e Rosalie.
- Sean Renard (stagioni 1-6), interpretato da Sasha Roiz, doppiato da Riccardo Niseem Onorato.
È capitano della stazione Sud della polizia di Portland, il superiore di Nick e Hank, nonché membro di una famiglia reale europea. Non ha un buon rapporto col ramo reale della sua famiglia, essendo nato da una relazione extraconiugale del re suo padre. La madre è una Hexenbiest, e questo fa di lui, per metà, uno Zauberbiest. In tutto il corso della serie mantiene nei confronti di Nick un atteggiamento ambivalente ed utilitaristico, a seconda delle proprie ambizioni. Infatti, anche se non viene mai chiarito se ciò sia dovuto o meno alla sua natura di mezzo Zauberbiest, Sean è un individuo profondamente egocentrico ed opportunista, che pur restando, se possibile, onesto e provando ad aiutare gli altri, ciò avviene quasi sempre con un secondo fine, quindi per Nick ed il resto del gruppo resterà sempre impossibile fidarsi completamente di lui.
- Drew Wu (stagioni 1-6), interpretato da Reggie Lee, doppiato da Guido Di Naccio.
È un simpatico sergente del Portland Police Department, stimato collega di Nick e Hank che aiuta sempre nelle loro indagini in quanto facente parte del reparto tecnico/scientifico della polizia. È quasi sempre lui a introdurre la scena del crimine a Nick e Hank, ma a differenza di loro, pur venendo spesso inconsapevolmente coinvolto, conoscerà il mondo Wesen solo nella quarta stagione e, nella quinta, a seguito di una ferita infertagli da un Blutbad affetto da licantropia acquisirà la possibilità di trasformarsi in una versione primitiva di sé stesso, simile ad un Neanderthal, se soggetto a forte stress; in questa forma, pur perdendo parzialmente il controllo di sé, in compenso diventa abbastanza forte da sconfiggere anche più Wesen contemporaneamente a mani nude.
- Rosalee Calvert (stagioni 1-6), interpretata da Bree Turner, doppiata da Sabrina Duranti.
È una Fuchsbau (sembianze volpine), gestisce l'erboristeria ereditata dal fratello, dopo che costui è rimasto ucciso in una rapina nella prima stagione ed aiuta Nick e Monroe nelle loro indagini fornendo informazioni utili e rimedi alchimistici per risolvere i problemi legati al soprannaturale. In passato ha avuto problemi di droga, per cui è stata in carcere per taccheggio, ma ha rimesso la testa a posto. Pur non avendo grandissime abilità combattive, la sua eccellente conoscenza di erboristeria e di molti altri campi del sapere, sia sovrannaturale che non, la rende spesso determinante nel risolvere i casi. Comincia a frequentare Monroe e, dopo essersi sposata con lui, alla fine della quinta stagione scopre di essere incinta. Nella sesta stagione, Diana le rivela che aspetta più di un bambino e poi, grazie ad un'ecografia, viene fuori che è incinta di tre gemelli.
- Adalind Schade (stagioni 5-6, ricorrente stagioni 1-4), interpretata da Claire Coffee, doppiata da Barbara De Bortoli.
Avvocato presso uno studio legale gestito da più Wesen. È una Hexenbiest (strega) che nel corso della prima stagione lavora per il Capitano Renard, verso cui inizialmente nutre anche dei sentimenti. La sua storia è legata a doppio filo con le sorti di Diana, figlia avuta in seguito ad un rapporto occasionale con Renard e dotata di poteri tali da essere considerata preziosa per le varie fazioni che, nel corso della serie, si osteggeranno vicendevolmente. Adalind, quasi fin da subito, diventa una dei nemici più frequenti per Nick, tra attacchi, complotti e vendette reciproche, ma una svolta avviene nella quarta stagione in cui, per vendicarsi del fatto che Nick abbia aiutato a rapire Diana, usa una pozione per assumere l'aspetto di Juliette e togliere all'uomo i poteri di Grimm. Il gesto ha infatti due grandi conseguenze: il primo è trasformare Juliette in una Hexenbiest, dopo aver preso a sua volta l'aspetto di Adalind per invertire l'incantesimo, il secondo è che Adalind resta incinta di un figlio da Nick. Scoperta la nuova gravidanza e consapevole che Juliette intende vendicarsi, non ha altra scelta se non chiedere aiuto a Nick, con la promessa di aiutarlo a preparare una pozione capace di sopprimere la natura ei poteri delle Hexenbiest che la bevono e che, quindi, dovrebbe rendere Juliette simile a com'era prima della trasformazione. Per testare l'efficacia della pozione, anche Adalind ne beve un po': l'effetto della pozione è estremo, perché non solo toglie temporaneamente ad Adalind i poteri, ma la porta a manifestare una personalità mai vista prima, capace di provare empatia, compassione e altruismo. Dopo la nascita del nuovo figlio, lei inizia a convivere con Nick, di cui si innamora sinceramente, e comincia anche ad interagire pacificamente con gli amici di quest'ultimo. Il suo cambiamento è così radicale da stupire tutti quanti e a spingere Nick stesso ad innamorarsi di lei, diventando di fatto una vera coppia. Quando i suoi poteri tornano a manifestarsi, inizialmente Adalind è talmente spaventata dall'idea che questo possa far riaffriorare la sua vecchia personalità che le è necessario molto tempo per rivelare la verità all'uomo, per paura che lui la lasci, ma fortunatamente, quando Nick lo scopre, i sentimenti tra i due non cambiano: Adalind non torna ad essere la sé stessa di un tempo e Nick continua ad amarla; nell'epilogo ambientato vent'anni dopo il termine della vicenda, Nick e Adalind sono ancora insieme.

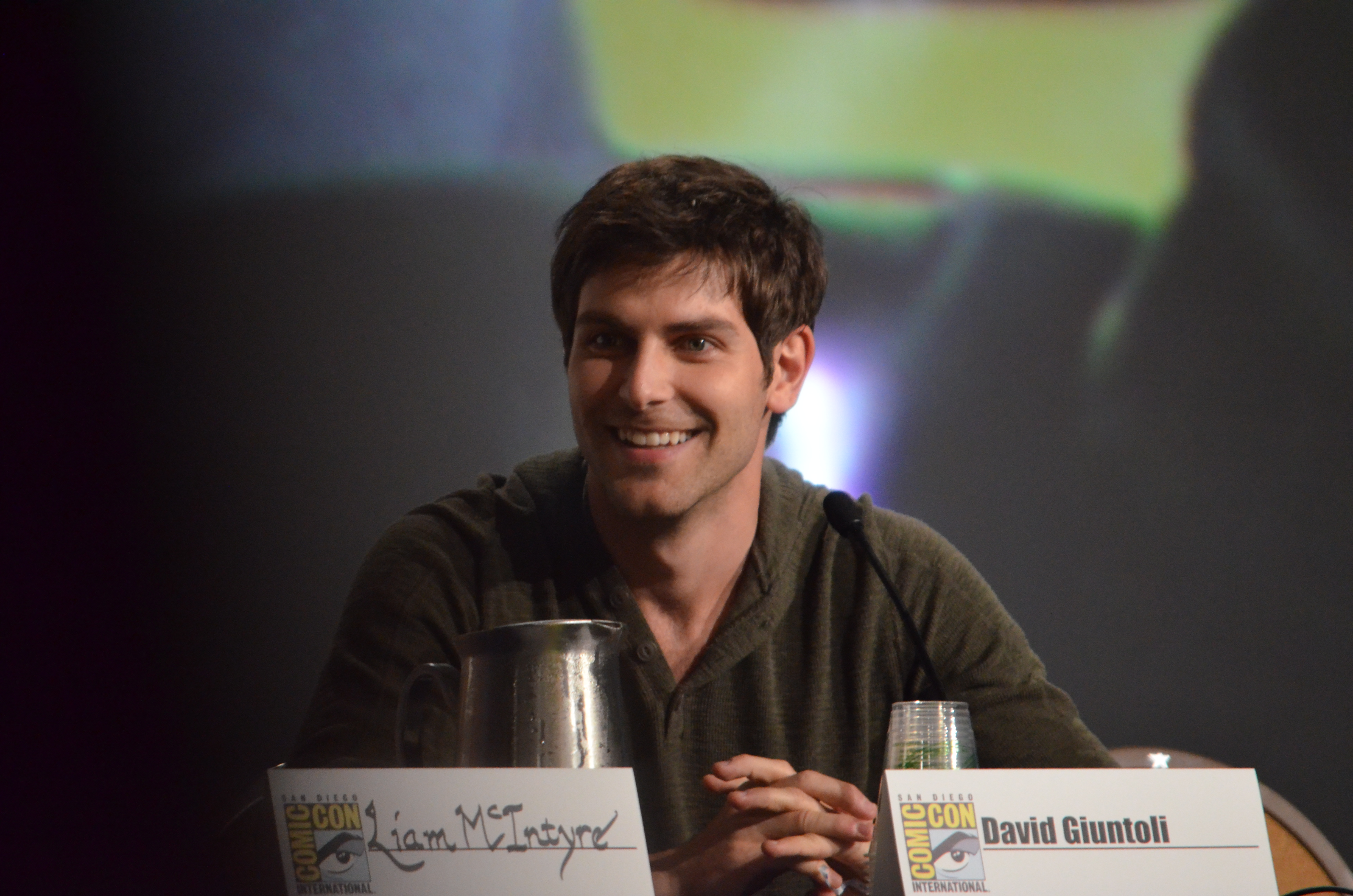
David Giuntoli interpreta Nick Burkhardt
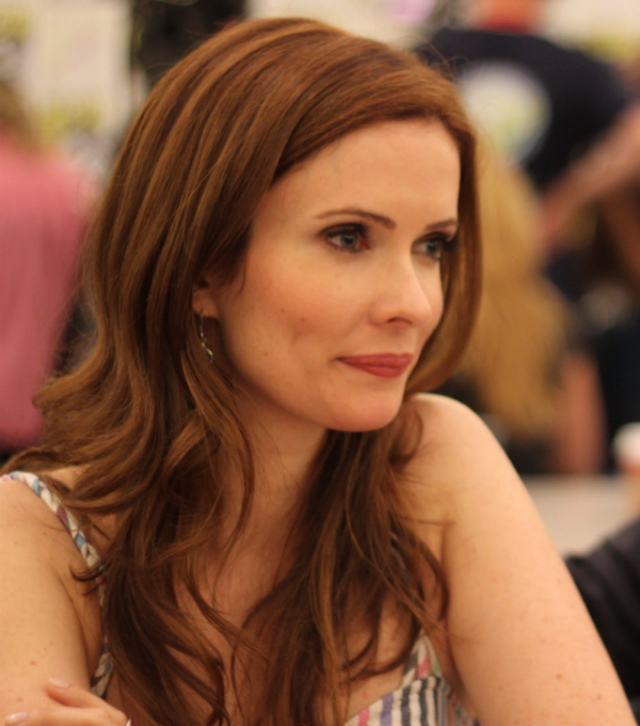
Bitsie Tulloch interpreta Juliette Silverton alias Eve
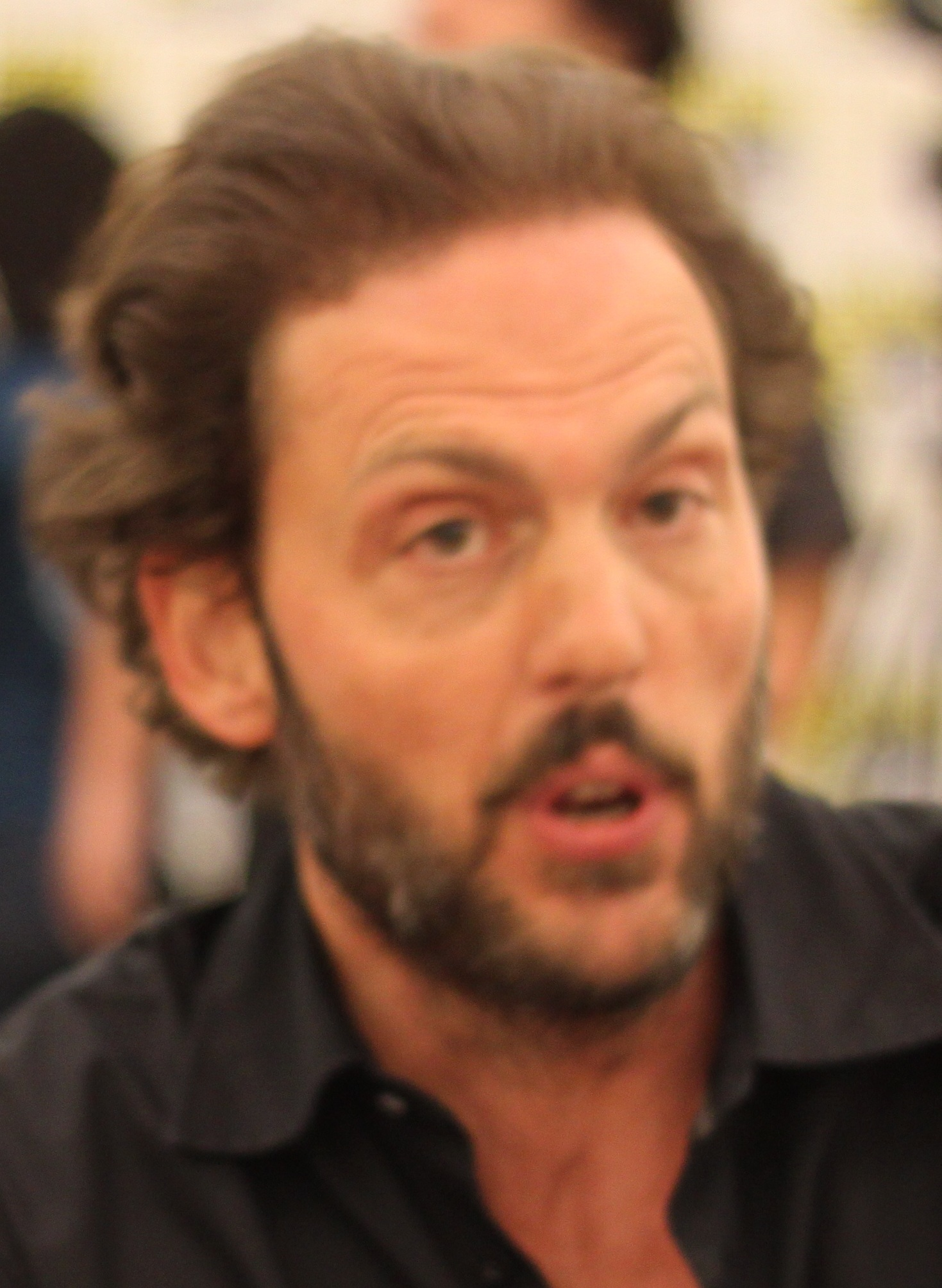
Silas Weir Mitchell interpreta Eddie Monroe
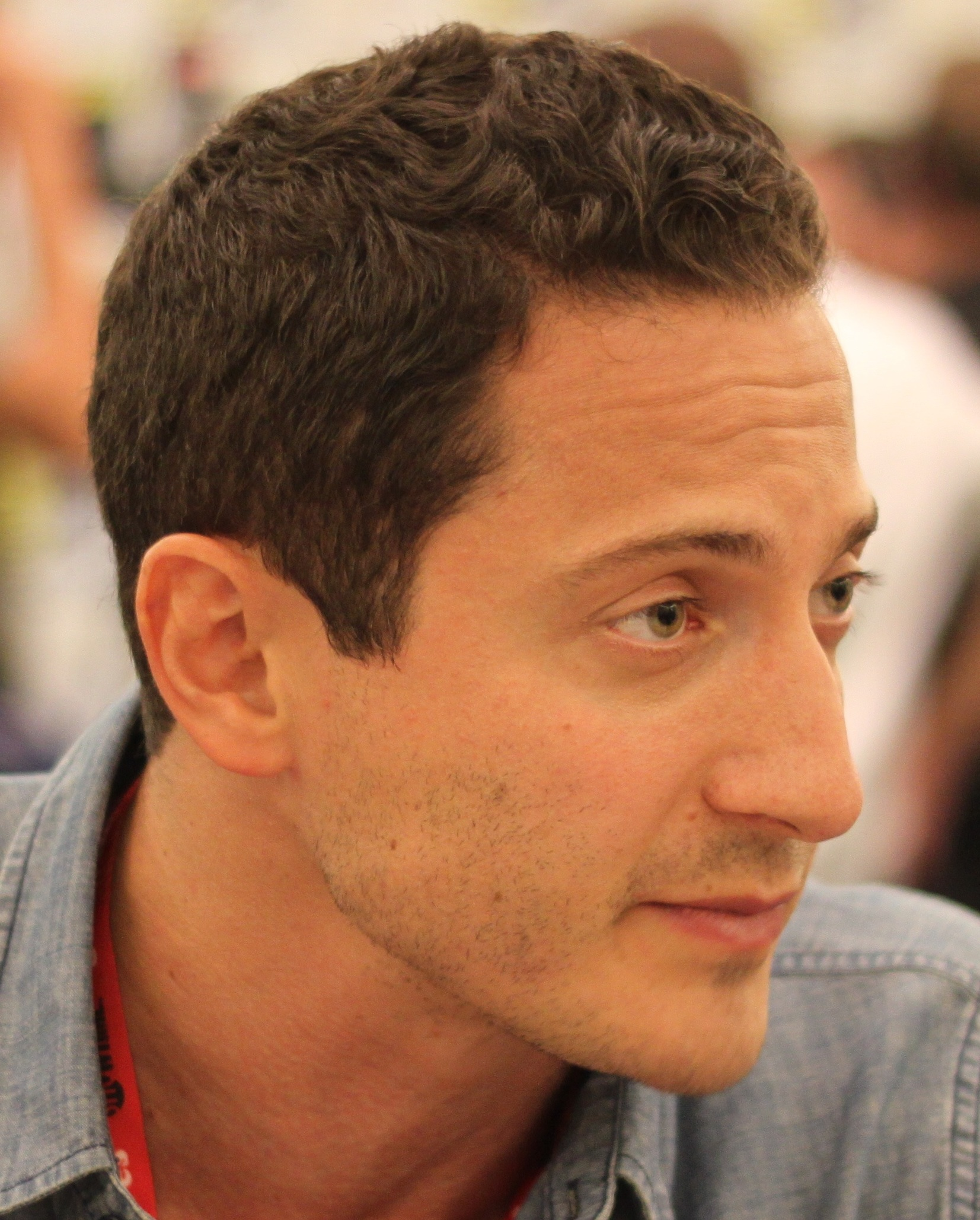
Sasha Roiz interpreta il capitano Renard
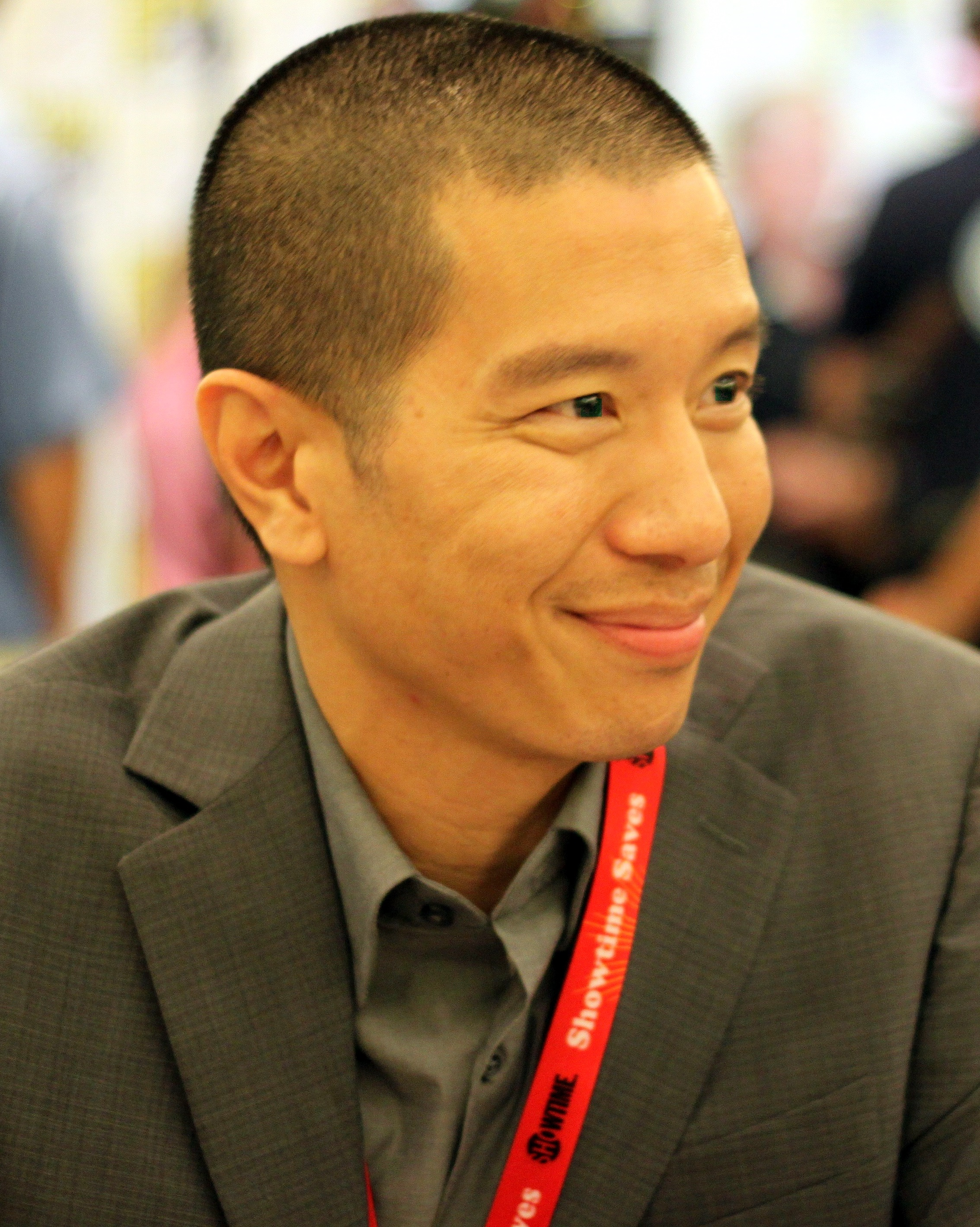
Reggie Lee interpreta il sergente Drew Wu
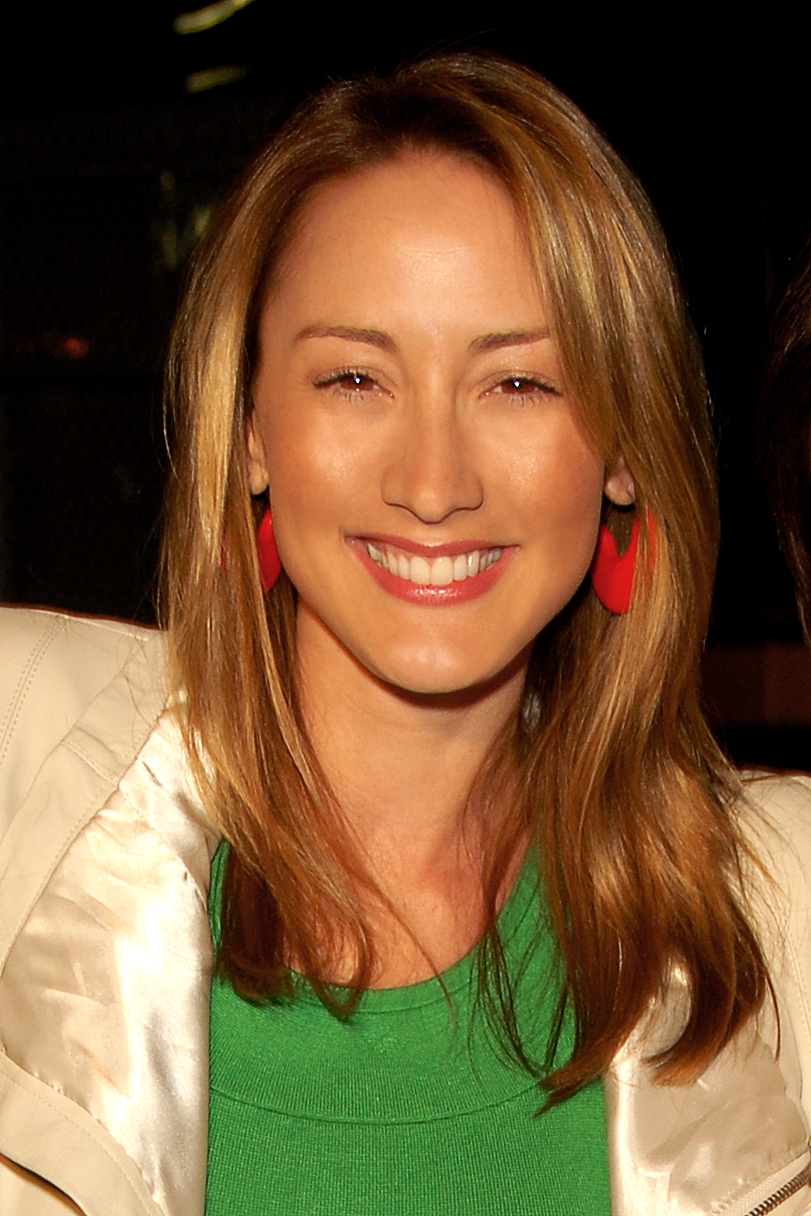
Bree Turner interpreta Rosalee Calvert
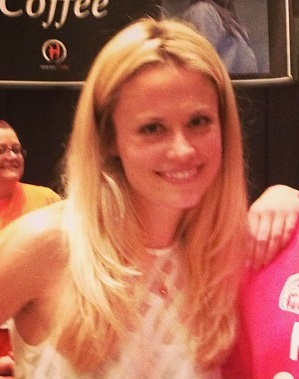
Claire Coffee interpreta Adalind Schade

### Personaggi secondari
- Rupert "Bud" Ferdinand Wurstner (ricorrente stagioni 1-6), interpretato da Danny Bruno.
Uomo di mezza età, gestisce un'officina di riparazione impianti condizionatori. Ha un carattere mite, un po' logorroico, estremamente accondiscendente e riverente nei confronti dei personaggi carismatici. Questo accade anche perché lui è un Eisbiber, cioè un Wesen fattezze da castoro, caratterizzati appunto dall'atteggiamento nervoso e timoroso. Pur non potendo essere un aiuto nel momento in cui bisogna affrontare a viso aperto altri Wesen, essendo Bud troppo debole, i protagonisti spesso si rivolgono a lui per chiedere riparo o altre cose in situazioni particolari.
- Theresa "Trubel" Rubel (stagioni 3-6), interpretata da Jacqueline Toboni.
Giovane ragazza senza fissa dimora che viene ospitata in casa di Nick e Juliette dopo aver appreso, in quanto anch'ella Grimm, che le visioni e le reazioni dei Wesen con cui era sino ad ora venuta a contatto non erano frutto di allucinazioni o problemi psichiatrici della qual cosa era sempre stata tacciata. In seguito si unirà ad un'organizzazione governativa segreta, dedita a combattere i tentativi di insurrezioni Wesen, chiamata il Vallo di Adriano. Nell'ultimo episodio si scopre che lei e Nick sono cugini di terzo grado.
- Diana Schade-Renard, principessa (ricorrente stagioni 3-6), interpretata da Hannah R. Loyd.
Figlia di Sean Renard ed Adalind Shade. Pur essendolo solo per ¾, ha poteri straordinari dato che sua madre si sottopose ad un particolare sortilegio, durante la gravidanza, che hanno restituito i poteri a lei e aumentato esponenzialmente le abilità della nascitura, della quale è stato accelerato anche il processo di crescita. I poteri di Diana sono tali da aver iniziato a utilizzarli quando era ancora nel grembo materno. Buona parte della serie è incentrata sui tentativi dell'una o dell'altra fazione di avere il controllo della ragazzina. Nella quinta stagione ritorna con l'aspetto di una bambina di circa dieci anni, pur avendone, in realtà, più o meno tre.
- Kelly Shade-Burkhardt (ricorrente stagioni 5-6).
Figlio di Nick e Adalind, concepito durante l'incontro in cui la madre, assumendo le sembianze di Juliette, ha sedotto Nick per togliergli i poteri. Nato dopo una gravidanza stressante quasi quanto quella della sorellastra, il doverlo crescere insieme fornisce ai genitori la spinta per mettersi insieme e diventare una vera coppia. Nell'ultima stagione si scopre che anche lui un giorno avrà, come la sorella, poteri straordinari con cui salverà il mondo e nell'epilogo, ambientato vent'anni dopo, si scopre che, come il padre, Kelly è un Grimm.
- Martin Meisner (ricorrente stagioni 3-6), interpretato da Damien Puckler.
Personaggio carismatico e misterioso. Nella prima parte della serie collabora in Europa con la resistenza, gruppi organizzati reazionari che si oppongono ai tentativi delle famiglie reali di ripristinare gli antichi poteri e fasti. Nella seconda parte della serie, a partire dalla quinta stagione è a Portland a capo del gruppo locale del Vallo di Adriano, gruppo anch'esso finalizzato a contrastare i tentativi di insurrezioni Wesen organizzate e costituito sia da umani, che Wesen che Grimm. Pur restando un semplice umano, resta un individuo dalle capacità combattive straordinarie.
- Kelly Burkhardt (guest stagione 1 e 6, ricorrente stagioni 2-4) interpretata da Mary Elizabeth Mastrantonio, doppiata da Rossella Izzo.
Madre di Nick, anch'ella Grimm, Si ricongiunge temporaneamente con il figlio, che la credeva defunta, in alcune occasioni. Viene infine uccisa da un componente della famiglia reale, a cui aveva impedito, in precedenza, di rapire Diana grazie anche all'aiuto dei nostri protagonisti. Poco tempo dopo Nick vendica la sua morte, e poi il suo spirito, assieme a quello della sorella Marie, torna nell'ultimo episodio per aiutare il figlio a combattere contro Zerstörer.
- Franco (ricorrente stagioni 1-6) interpretato da Robert Blanche. 
Agente sottoposto di Wu, del quale sembra condividere la gran parte degli incarichi e che sostituisce quando Wu è impegnato sul campo con Nick e Hank. Alla fine della seconda stagione viene promosso sergente.

## Wesen
Il collettivo di esseri visibili ai Grimm. Tutti loro appaiono semplici umani agli occhi della gente comune, ma in realtà sono individui capaci di cambiare il loro aspetto, acquisendo la loro vera forma, in un'azione che si chiama woge. Andare in woge significa essere in grado di riconoscere i Grimm e raggiungere il massimo delle proprie abilità, e può avvenire in due modi: uno che avviene situazioni di forte stress emotivo, come paura e rabbia, in cui risultano visibili a chiunque, e uno in cui sono solo agli altri Wesen e ai Grimm; inoltre, se il Wesen è addestrato, può andare in woge in entrambi i modi volontariamente. Molti Wesen sono dotati di varie abilità, che vanno dalla semplice forza, all'emissione o all'assorbimento di sostanze o forme di energia, fino ai poteri mentali o sensoriali. Quando un Wesen muore mentre si trova in woge, ritorna in forma umana. In genere la specie animale a cui la specie Wesen è più affine ne influenza anche il comportamento.
Il Consiglio Wesen è un'organizzazione che da secoli si occupa di tenere sotto controllo la comunità soprattutto quando sono compiuti crimini o avvengono anche semplici fatti inspiegabili agli umani, chiamati Kehrseite. Se uno o più Wesen espongono la comunità al rischio di essere scoperta, il Consiglio si occupa di punirlo, soprattutto quando la legge "normale" non può prendere provvedimenti. Non tutti vedono il Consiglio dei Wesen come una entità benevola, dato che non esita a ricorrere all'omicidio per assicurarsi che l'esistenza dei Wesen resti un segreto. Più di una volta, nel corso della storia, gruppi di Wesen hanno tentato di insorgere col fine di distruggere o schiavizzare l'umanità, anche se, similmente a molte dittature, i capi di queste rivolte spesso hanno solo sfruttato la frustrazione di molti Wesen riguardo alla necessità di nascondersi per ottenere consensi e tentare di prendere il potere. L'ultimo grande esempio, prima dell'inizio della serie, è stato il nazismo, dato che Adolf Hitler in persona era un Blutbad.

## Episodi
Molti degli episodi sono liberamente basati su storie pubblicate dai fratelli Grimm, sebbene con una considerevole licenza artistica. Ad esempio, l'episodio pilota era incentrato su un uomo lupo che predava le donne che vestivano di rosso. Altri episodi si basano su fonti diverse, tra cui favole e leggende, non pubblicate dai fratelli Grimm.
| Stagione         | Episodi | Prima TV USA | Prima TV Italia |
| ---------------- | ------- | ------------ | --------------- |
| Prima stagione   | 22      | 2011-2012    | 2012            |
| Seconda stagione | 22      | 2012-2013    | 2013            |
| Terza stagione   | 22      | 2013-2014    | 2014            |
| Quarta stagione  | 22      | 2014-2015    | 2015            |
| Quinta stagione  | 22      | 2015-2016    | 2016            |
| Sesta stagione   | 13      | 2017         | 2017            |

## Produzione

### Sviluppo
Nel 2008, la CBS annullò lo sviluppo di una serie televisiva intitolata Brother Grimm, ideata da Stephen Carpenter e prodotta dalla CBS Paramount Television e dalla Hazy Mills Productions, a causa dello sciopero degli sceneggiatori per la stagione televisiva 2007-2008.

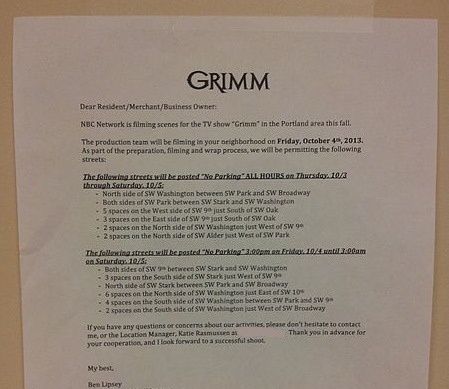
Avviso di produzione pubblicato a Portland nell'ottobre 2013.

Nel gennaio 2011 la NBC annunciò di aver ordinato la produzione di una nuova serie televisiva intitolata Grimm. I produttori David Greenwalt e Jim Kouf scrissero l'episodio pilota che è stato diretto da Marc Buckland e le cui riprese sono state effettuate nel marzo 2011 a Portland. Il 16 novembre 2011 la NBC ordinò la creazione di altri 2 episodi della serie, che si sarebbero quindi aggiunti ai 13 episodi già ordinati.
Il 30 settembre 2011, la NBC ha ritardato il debutto di Grimm di un mese, spostando la data di inizio al 28 ottobre 2011, in modo che potesse essere presentata in anteprima più vicina a Halloween. Pochi giorni dopo, il 21 novembre, la rete decise di ordinare una stagione completa della serie composta da 22 episodi.
Il 16 marzo 2012 la serie venne rinnovata per una seconda stagione composta da 22 episodi, andati in onda dal 13 agosto dello stesso anno al 21 maggio 2013.
Il 26 aprile 2013 la NBC rinnovò la serie per una terza stagione anch'essa composta da 22 episodi.
Il 16 marzo 2014 la serie è stata rinnovata anche per una quarta stagione di 22 episodi.
Il 6 febbraio 2015 la serie viene rinnovata per una quinta stagione, sempre composta da 22 episodi..
Il 5 aprile 2016 la serie ottiene il rinnovo per una sesta ed ultima stagione, costituita da 13 episodi e trasmessa dal 6 gennaio al 31 marzo 2017.

### Casting
L'attore David Giuntoli è stato il primo ad essere inserito nel cast della serie, nel ruolo del protagonista Nick Burkhardt. Successivamente vennero aggiunti al cast principale anche Silas Weir Mitchell nel ruolo di Eddie Monroe, un Blutbad (lupo cattivo) "riformato" e gli attori Russell Hornsby e Bitsie Tulloch, rispettivamente nei ruoli di Hank Griffin e Juliette Silverton, la fidanzata di Nick. Vennero infine aggiunti al cast regolare anche Sasha Roiz e Reggie Lee nei ruoli del Capitano Renard e del Sergente Wu.
Il 17 aprile 2012, dopo il rinnovo della serie per una seconda stagione, l'attrice Bree Turner, che era già apparsa nel ruolo del personaggio ricorrente Rosalee Calvert in alcuni episodi della prima stagione, venne "promossa" al cast principale e il 25 settembre dello stesso anno anche Claire Coffee, anche lei già apparsa in alcuni episodi della serie nel ruolo di Adalind Schade, venne "promossa" al cast principale.

## Trasmissione internazionale
- Australia: FOX8
  - Stagione 1: dal 4 gennaio 2012[27]
  - Stagione 2: dal 30 settembre 2012[28]
  - Stagione 3: dal 30 ottobre 2013[29]
  - Stagione 4: dal 7 gennaio 2015[30]
- Seven
  - Stagione 1: dal 30 novembre 2012
  - Stagione 2: dal 1º agosto 2013
  - Stagione 3: dal 15 ottobre 2014
- Nuova Zelanda: FOUR (dal 18 giugno 2012)
- Canada: CTV
  - Stagione 1: dal 28 ottobre 2011[31]
  - Stagione 2: dal 13 agosto 2012[32]
  - Stagione 3: dal 25 ottobre 2013[33]
  - Stagione 4: dal 24 ottobre 2014[34]
- Regno Unito: W
  - Stagione 1: dal 13 febbraio 2012[35]
  - Stagione 2: dal 22 ottobre 2012[36]
  - Stagione 3: dal 5 febbraio 2014[37]
  - Stagione 4: dal 28 gennaio 2015[38]
  - Stagione 5: dal 3 novembre 2015[39]
  - Stagione 6: dal 14 febbraio 2017[40]

Inoltre era disponibile in streaming su Netflix e, in Italia, anche su TIMvision.

## Altri media

### Fumetti
Nel maggio 2013, Dynamite Entertainment ha iniziato a pubblicare una serie mensile di fumetti Grimm. La serie si è conclusa con il numero 12, che è stato pubblicato il 30 aprile 2014.

### Libri
Il romanziere John Shirley è stato ingaggiato per scrivere il primo romanzo basato sulla serie. Grimm: The Icy Touch è stato pubblicato da Titan Books il 5 novembre 2013, mentre il secondo libro, Grimm: The Chopping Block, scritto da John Passarella, è stato pubblicato il 18 febbraio 2014. Il terzo romanzo, Grimm: The Killing Time, è stato scritto da Tim Wagoner ed è stato pubblicato il 30 settembre 2014.

## Accoglienza

### Ascolti
| Stagione | Messa in onda                                                                                        | Episodi | Inizio          | Inizio         | Fine           | Fine           | Stagione televisiva | Posizione | Spettatori generali |
| Stagione | Messa in onda                                                                                        | Episodi | Data            | Telespettatori | Data           | Telespettatori | Stagione televisiva | Posizione | Spettatori generali |
| -------- | --- | ------- | --------------- | -------------- | -------------- | -------------- | ------------------- | --------- | ------------------- |
| 1        | Venerdì alle 21:00                                                                                   | 22      | 28 ottobre 2011 | 6.56           | 18 maggio 2012 | 5.10           | 2011-2012           | 89        | 6.35                |
| 2        | Lunedì alle 22:00 (episodi 1-4) Venerdì alle 21:00 (episodi 5-18) Martedì alle 22:00 (episodi 19-22) | 22      | 13 agosto 2012  | 5.64           | 21 maggio 2013 | 4.99           | 2012-2013           | 61        | 6.95                |
| 3        | Venerdì alle 21:00                                                                                   | 22      | 25 ottobre 2013 | 6.15           | 16 maggio 2014 | 5.34           | 2013-2014           | 52        | 7.97                |
| 4        | Venerdì alle 21:00 (episodi 1-13) Venerdì alle 20:00 (episodi 14-22)                                 | 22      | 24 ottobre 2014 | 5.28           | 15 maggio 2015 | 4.74           | 2014-2015           | 65        | 6.98                |
| 5        | Venerdì alle 21:00                                                                                   | 22      | 30 ottobre 2015 | 4.04           | 20 maggio 2016 | 4.03           | 2015-2016           | 76        | 5.97                |
| 6        | Venerdì alle 21:00                                                                                   | 13      | 6 gennaio 2017  | 4.49           | 31 marzo 2017  | 4.33           | 2016-2017           | 70        | 6.07                |

### Critica
La serie, inizialmente, ha ricevuto recensioni contrastanti da parte della critica, anche se l'accoglienza è diventata più favorevole per tutta la durata della serie.
Daynah Burnett di PopMatters, ha dato alla prima stagione un voto di 4 su 10, scrivendo: "Grimm afferra l'attenzione per le avvincenti analogie tra i cattivi delle fiabe e il nostro mondo; le sue storie diventano estremamente letterali: i lupi urinano negli angoli dei prati per marcare il loro territorio, piuttosto che nascondersi (e segnare) in modi meno ovvi e culturalmente significativi. C'è sicuramente spazio per esplorare questi archetipi man mano che la serie si sviluppa, ma quando si scopre che il principale sospettato di Nick per i crimini della felpa col cappuccio vive in un vero cottage nel bosco, non si capisce bene come queste storie possano riflettere la vita degli spettatori".

#### Prima stagione
La prima stagione è stata accolta positivamente dalla critica. Sull'aggregatore di recensioni Rotten Tomatoes ha un indice di gradimento del 56% con un voto medio di 5,4 su 10, basato su 34 recensioni, mentre su Metacritic ha un punteggio di 55 su 100, basato su 23 recensioni.

#### Seconda stagione
Anche la seconda stagione è stata accolta positivamente dalla critica. Su Rotten Tomatoes ha un indice di gradimento del 100% con un voto medio di 7,21 su 10, basato su 11 recensioni, mentre su Metacritic ha un punteggio di 75 su 100, basato su 4 recensioni.

#### Terza stagione
La terza stagione su Rotten Tomatoes ha un indice di gradimento del 100% con un voto medio di 7,33 su 10, basato su 10 recensioni.

#### Quarta stagione
La quarta stagione su Rotten Tomatoes ha un indice di gradimento del 100% con un voto medio di 8,5 su 10, basato su 5 recensioni.

#### Quinta stagione
La quinta stagione su Rotten Tomatoes ha un indice di gradimento del 100% con un voto medio di 8 su 10, basato su 5 recensioni.

#### Sesta stagione
La sesta stagione su Rotten Tomatoes ha un indice di gradimento del 100% con un voto medio di 8,25 su 10, basato su 6 recensioni.

## Riconoscimenti
2012
- Premio Emmy - Nomination Miglior coordinamento stunt
- Saturn Award - Nomination Miglior serie televisiva
- Satellite Award - Nomination Miglior serie tv di genere

2013
- People's Choice Awards - Nomination Miglior serie televisiva drammatica
- Satellite Award - Nomination Miglior serie tv di genere

2014
- Premio Emmy - Nomination Miglior coordinamento stunt per una serie drammatica, miniserie o film a Matt Taylor
- Satellite Award - Nomination Miglior serie tv di genere

2015
- Satellite Award - Nomination Miglior serie tv di genere

## Spin-off
Il 16 ottobre 2018, la NBC ha annunciato lo sviluppo di uno spin-off. La potenziale nuova serie si concentrerà su una femmina Grimm, continuando a costruire la mitologia della serie originale, inoltre la nuova serie introdurrà nuovi personaggi, nuovi pericoli e nuovi misteri. A giugno 2021, il progetto risulta essere stato cestinato.